# Otto Bülow (billedskærer)
 Der er flere personer med dette navn, se Otto Bülow.
Otto Bülow (16. april 1904 i Sankt Mariæ Sogn i Helsingør – 2. august 1944 i Helsingør) var en dansk billedskærer. Han blev under Besættelsen myrdet af Petergruppen som et af talrige ofre for den tyske modterror.
Otto Bülow var søn af kaptajn Johan Bülow (1872-1956) og Helga f. Dorph-Petersen (1874-1953). Han og broderen, ingeniøren Henning Bülow, boede i Helsingør på landstedet Maryhill, og han ernærede sig som billedskærer. Begge brødre var kendt som antinazister, og Otto Bülow havde været interneret i Horserødlejren. Otto Bülow blev gift 1937 med Gerda Allesen de Fine Bunkeflod (født 4. november 1907) og havde et barn. Han var en excentrisk, men afholdt borger i byen, hvor han ofte sås ridende, da han var en habil rytter. Han havde berejst store dele af verden.
Da Henning Bülow den 2. august 1944 kom hjem efter et ferieophold, mødte han et par tyskere, som var på vej ind gennem haven åbenbart for at skyde genvej til SS-hovedkvarteret Haus Wiking, der lå på den anden side af Maryhill på Fredericiavej. Tyskerne benyttede ofte denne rute, så Henning Bülow fæstnede sig ikke særlig ved det, og da de høfligt spurgte, om de ad denne vej kunne komme til Fredericiavej, pegede Bülow blot på lågen og gik derpå ind i huset. Knapt var han kommet indenfor, før han hørte skud, men uden at ane uråd – der blev så ofte skudt i nærheden – kiggede han ud af vinduet og så den ene af tyskerne løbe underligt forvirret om nede i gården. Bülow løb ned ad trappen og så fra trappevinduet den anden tysker ligge på knæ foran vognporten og sigte med en revolver ind i Otto Bülows værksted.
Fire skud blev affyret, hvorpå Henning Bülow løb og så tyskerne tage flugten. I værkstedet fandt han sin bror liggende på maven foran høvlebænken. Han var dræbt af fire skud i ryggen, og baghovedet var knust. Otto Bülows hustru, som var ved stranden med deres lille pige, blev alarmeret, og politi og ambulance kom straks efter. Otto Bülow var død. Det blev senere klart, at den berygtede Henning Brøndum havde været med i aktionen.
Mordet på den vellidte borger udløste tre dages strejke i Helsingør. Den 6. august blev Otto Bülow bisat fra Sankt Mariæ Kirke og ligger begravet på Helsingør Kirkegård.
Likvideringen var et svar på en af modstandsbevægelsens stikkerlikvideringer. Den 26. juli 1944 blev tyskeren Walter Bögel likvideret af en gruppe fra modstandsbevægelsen i Hillerød, der mistænkte ham for at have angivet medlemmer af DKP; men det viste sig, at manden ikke var stikker. Den virkelige stikker var medlem af DKP og havde placeret belastende materiale i Bögels skab på Helsingør Skibsværft.